# 9월의 어느 날
9월의 어느 날(Quelques Jours En Septembre, A Few Days In September)은 포르투갈에서 제작된 산티아고 아미고레나 감독의 2006년 드라마 영화이다. 줄리엣 비노쉬 등이 주연으로 출연하였고 파울로 브랑코 등이 제작에 참여하였다.
2006년 베니스 영화제에서 초연되었고 2006년 토론토 영화제에서 특별 상영되었다.

## 출연

### 주연
- 줄리엣 비노쉬
- 존 터투로

### 조연
- 사라 포레스티에
- 톰 라일리
- 닉 놀테
- 마티유 데미
- 사이드 아마디스
- 조엘 르프랑소와
- 알렉시스 갈몽

## 제작진
- 공동제작: 산티아고 아미고레나
- 조감독: 콘스엘로 비도리니
- 미술: 이승용
- 배역: 프레데릭 므와동